# Ouattigué (Koumbri)
Pour les articles homonymes, voir Ouattigué.
Ouattigué, parfois orthographié Wattigué, est une localité située dans le département de Koumbri de la province du Yatenga dans la région Nord au Burkina Faso.

## Santé et éducation
Le centre de soins le plus proche d'Ouattigué est le centre de santé et de promotion sociale (CSPS) de Koumbri tandis que le centre hospitalier régional (CHR) se trouve à Ouahigouya.
Le village possède une école primaire publique.